# دقات القدر (فلم)
دقات القدر فيلم دراما تاريخي مغربي من كتابة وإخراج محمد اليونسي سنة 2019، وبطولة مجموعة من الممثلين المغاربة والإسبان، منهم يسرا طارق وعبد الله شاكيري وعبد اللطيف شوقي ومحمد الشوبي ورفيق بوبكر من المغرب، وبهية راشدي من الجزائر، وأوليفيا فيرجينيا وخورخي أونييفا وفيرنانديس لويس ماريا من إسبانيا.
القصة مقتبسة من رواية «السمفونية الخامسة» لمخرج الفيلم محمد اليونسي.

## القصة
يتمحور الفيلم حول الأحداث التاريخية لفترة استعمار الريف، حيث تركت قوات الاستعمار الإسباني ندوبا غائرة في المنطقة وأهلها، خصوصا في ما يتعلق بالغازات السامة التي كانت تقصف المنطقة بها، والتي يتناولها الفيلم ويظهر تبعاتها.

## روابط خارجية
- مقالات تستعمل روابط فنية بلا صلة مع ويكي بيانات
- «دقات القدر».. طبول التاريخ الذي لا يُنسى بين المغرب وإسبانيا